# نادي الاتحاد السكندري لكرة السلة
يعتبر فريق الاتحاد السكندري في كرة السلة أهم فريق كرة سلة في مصر حيث فاز ببطولة الدوري 16 موسم وبهذا يكون أكثر الفرق تتويجاً ببطولة الدوري المصري لكرة السلة.

## بطولات الفريق
حصل فريق الاتحاد السكندري على لقب 65 بطولة في رياضة كرة سلة.
- بطولة الدوري العام لكرة السلة: 15 مرة اعوام 1979-1982-1983-1984-1985-1986 -1987-1990-1992-1995-1996-1999-2009-2010-2020-2024[1]
- بطولة كأس مصر لكرة السلة: 14 مرة (1976-1978-1982-1983-1984-1985-1986-1987-1988-1989-1990-2010-2012-2020[2])[3]
- بطولة الأندية العربية لكرة السلة: 7 مرات اعوام 1987-1991-1994-1996-2002 -2018-2019[4]
- بطولة أفريقيا لكرة السلة: 1987
- 9 بطولات دورى مرتبط اعوام (2004-2008-2009-2010-2011-2012-2015-2016-2019[5])[6]
- السوبر المصري البحريني لكرة السلة بالبحرين 1 مرة
- بطولة الحريري الدولية لكرة السلة بلبنان 6 مرات[5]
- بطولة حلب لكرة السلة 3 مرات [5]
- بطولة دبي وبطولة أخبار اليوم وبطولة مصر الدولية كل منهم بطولة واحدة في رصيده[5]
- بطولة الإسكندرية لكرة السلة 9 مرات[5]